# Кюринцы
Кюринцы (лезг. Куьре́ви) — один из лезгинских обществ, наряду с самурским и кубинским. Исторически проживают в юго-восточной части ареала расселения лезгин. Своим духовным центром кюринские лезгины издревле считали Курах. 

Условное название данное бароном Усларом во второй половине XIX века специально для обозначения всех лезгин.

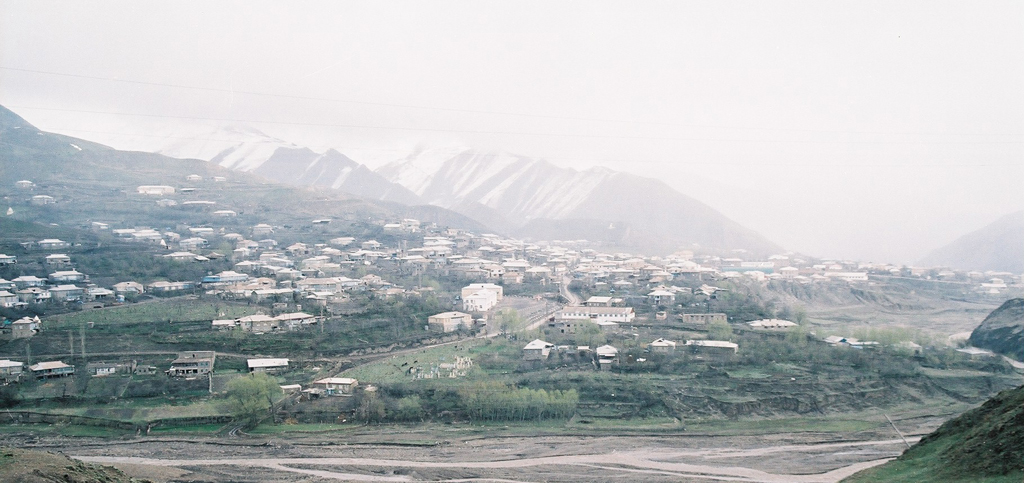
Курах — духовный центр кюринских лезгин.

## Этимология
Название «кюра» является русифицированный формой лезгинского куьре — «гордый».

## Диалект
Лезгинский язык делится на 3 наречия: кюринское, самурское и кубинское. Кюринское наречие относится к одному из наречий лезгинского языка, распространённом на восточных равнинах — наиболее доступном для посторонних регионе. Включает в себя гюнейский, яркинский и курахский диалекты, причем гюнейский — лёг в основу литературного лезгинского языка. Распространён в Курахском,  Магарамкентском, Сулейман-Стальском и Дербентском районах.
Начиная с 60-х гг. XIX века по 20-х гг. XX века, царская администрация для всего лезгинского языка условно использовала термин — кюринский язык. 

## История
Кюринские лезгины были в составе Курахского союза, позже — Кюринского ханства, образованного в 1812 году в Южном Дагестане под российским протекторатом. В 1864 году Кюринское ханство было преобразовано в Кюринский округ. 
Начиная с 60-х гг. XIX века по 20-х гг. XX века, царская администрация условно использовала термин «кюринцы» для обозначения всего лезгинского народа из какой бы они общества не были, при этом «самурцы» называли себя — ахцагьвияр, а «кубинцы» — кцIарвияр.

«Впрочем, существует общее название, которым называют себя все кюринцы, откуда бы они не были родом. Это название есть столь знакомое нам Лезги в един. и Лезгияр в множ. числе. Заметим, притом, что это название кюринцы присваивают себе в исключительную собственность; Лезги чал есть кюринский язык. Лезгинами не называют ни хайдаков, ни табасаранцев, ни лаков, ни какой —  либо другой из горских народов»
— СБОРНИК СВЕДЕНИЙ О КАВКАЗСКИХ ГОРЦАХ.

## Известные кюринцы
Кюре Мелик (ок. 1340 — 1410) — классик лезгинской поэзии XIV—XV веков.